# Ментелли, Давид
Давид Ментелли (венг. Mandelli Dávid; предположительно 1780, Пожонь (Братислава), Королевство Венгрия — 22 декабря 1836, Париж, Франция) — венгерский и французский филолог, учёный с трагической и странной судьбой, прозванный «Венгерским Диогеном».
Фамилия: Мандель (Mandel). Разновидности фамилии: Mentelli, Menteli, Mentelli, Mandely, Mandl.

## Биография
Ментелли происходил от еврейских родителей. Учился сначала в Пражском (1799), а с 1800 два года в Берлинском университете, изучал философию и богословие, и особенно отдался изучению языков. Уже здесь начал вести образ жизни замкнутых средневековых учёных. В 1805 году в Оффенбахе занимал должность домашнего учителя. На заработанные деньги отправился в Париж для посещения тамошнего университета. Затем известия о его жизни очень скудны.

### Кругозор. Научная деятельность
В 1827 году в Париже его случайно встретил венгерский путешественник и писатель Ференц Тешшедик (венг. Tessedik Ferenc; 1800—1844), в том же году избранный членом Французского географического общества. Он написал известие о нём в венгерском журнале Tudományos Gyűjtemény (1829, XI).
Тогда Ментелли уже являлся большим знатоком как европейских, так и восточных языков. Говорил на французском и английском без малейшего акцента. Столь же безупречно он знал латынь, ново- и древнегреческий, арабский, персидский, итальянский и венгерский, прекрасно владел славянскими языками и санскритом. Прочие известные языки он понимал, а в китайском продвинулся настолько, что знал около 3000 иероглифов.
Совершил научный подвиг: разобрал и каталогизировал рукописи библиотеки Арсенала (сейчас часть Национальной библиотеки Франции) всего за один месяц. Получив зарплату, он прекратил там работать, но в благодарность ему отвели небольшую комнатку в здании Арсенала (фр. Arsenal de Paris).
О его жизни в Арсенале Шарль Эммануэль Нодье опубликовал статью во французском журнале Le Temps (1837, № 1).
Описан венгерским юристом и писателем Иштваном Рат-Вегом в рассказе «Венгерский Диоген из Парижа».
Представляет пример творческой личности, отказавшейся ради знаний от мирских благ.

### Смерть
22-го декабря 1836 года Ментелли пошёл к Сене, чтобы заполнить два кувшина с водой, но упал в воду и утонул.